# Xoloitzcuintle
Lo xoloitzcuintle (pronuncia: /ʃoːloːit͡sˈkʷint͡ɬi/, pronuncia approssimativa: Sciò-loizz-quin-qle) o cane nudo messicano è una razza canina di taglia di 25-35 cm per il tipo piccolo, 36/45 per il medio e 46/60 per tipo standard. La conformazione fisica è simile a quella di un terrier. Le varietà riconosciute sono tre: standard, tipo medio e tipo piccolo.

## Etimologia
Il nome deriva dalla parola lingua nahuatl xōlōitzcuintli, a sua volta unione delle parole Xolotl e itzcuintli "cane" il significato è quindi "cane del dio Xolotl".

## Aspetto
Le orecchie sono erette quando è attento, il collo allungato e arcuato, la groppa è larga, muscolosa e solida. Il muso è appuntito e la testa è coperta di pochi ma duri peli. I colori del mantello possono essere grigio, marrone scuro o oro. La pelle dell'animale esposta al sole può riportare scottature, poiché è senza pelo.

## Carattere
Sono dolci e allegri, molto coraggiosi, ma diffidenti con gli estranei.
Divertenti e pazienti con i bambini.

## Curiosità
- Nel lungometraggio d'animazione Coco, il cane Dante è uno Xoloitzcuintle.
- Erano i cani dell’artista Frida Kahlo.
- È l'animale simbolo della società calcistica messicana Club Tijuana.